# جان دانيال
جان دانيال هو ديبلوماسي لبناني عمل سفيرا للبنان في أستراليا من 2007 إلى 2013 وقنصلا عاما للبنان في ملبورن من 1996 إلى 1999.